# Adam Roberts
Adam Roberts, född 30 juni 1965, är en brittisk författare inom främst science fiction. Han föddes i London och bor nuvarande utanför staden. Roberts är filosofie doktor i engelsk litteratur efter att ha verkat vid Universitetet i Cambridge och är nu lärare i det ämnet vid Universitetet i London. 

## Publicerad litteratur
Roberts har publicerat romaner, noveller och några parodier. 

### Romaner
- Salt (2000)
- On (2001)
- Stone (2002)
- Polystom (2003)
- The Snow (2004)
- Gradisil (2005)

### Parodier
- Bimbo eller Nu tjänar vi lite till eller Dit och tillbaka igen ..., översättning: Helena Sjöstrand Svenn & Gösta Svenn (2003, Bilbo - En hobbits äventyr)
- Torsk på da Vinci, översättning: Samuel Paulsson (2005, Da Vincikoden)
- The McAtrix Derided (2004, Matrix)
- The Sellamillion (2004, Silmarillion)
- Star Warped (2005, Star Wars)

### Kritisk litteratur
- Science Fiction: the New Critical Idiom (2nd edition 2005)
- Palgrave Critical History of Science Fiction (kommande)